# Alessandria della Rocca
Alessandria della Rocca (IPA: [aleˈsːandrja ˈdelːa ˈrɔkːa], Lisciànnira in siciliano) è un comune italiano di 2 328 abitanti del libero consorzio comunale di Agrigento in Sicilia.

## Geografia fisica

### Clima
Il clima è di tipo "mediterraneo" con temperatura media di 26 - 28 °C in luglio e agosto e con punte massime di 30 - 40 °C.
- Classificazione climatica: zona C, 1311 GG.[5]

## Origini del nome
Il nome Alessandria della Rocca venne assegnato al paese il 10 maggio 1863, ai sensi del regio decreto 1196, che recepì la delibera del consiglio comunale del 7 novembre 1862. In precedenza, infatti, il Comune ebbe altri nomi. Il primo fu Alessandria della Pietra, nome dovuto all'antico proprietario del feudo, Alessandro Presti, e al vicino Castello della Pietra D'Amico, risalente al periodo saraceno. Nel 1713, divenuto Re di Sicilia Vittorio Amedeo II, vennero istituiti i Municipi: il comune agrigentino assunse il nome di Alessandria di Sicilia, per essere distinta dai comuni omonimi presenti nei vari stati d'Italia. L'appellativo richiama la Madonna della Rocca, patrona del paese.

## Storia
Alessandria della Rocca venne fondata nel 1570, quando il feudo Presti Alessandro venne elevato a dignità di Comune sotto il titolo di Alessandria della Pietra: il primo signore fu Carlo Barresi, investitosi della baronia di Pietra D'Amico il 20 giugno 1568.

### Simboli
(Art. 9 dello statuto comunale)
Lo stemma comunale è ispirato ai blasoni delle nobili famiglie siciliane Barresi (di vaio minuto d'argento e di rosso, a tre pali d'oro attraversanti) e Di Napoli (d'azzurro, al leone d'oro, sormontato dal motto "Viro constanti" di nero, in fascia, con due stelle d'oro ed un giglio dello stesso, posti nel capo 2 e 1).

## Monumenti e luoghi d'interesse

### Architetture religiose
Chiese del passato
- Chiesa della Pietà
- Chiesa delle Alme Santa del Purgatorio
- Chiesa di Santa Rosalia
- Chiesa di San Marco
- Chiesa di Sant'Anna[10]

Chiese ancora presenti
- Chiesa del Carmine (XVI-XVII secolo) e convento dei Carmelitani. Quest'ultimo è stato restaurato grazie all'intervento dell'amministrazione comunale presieduta dal sindaco Salvatore Mangione (2000). Oggi, all'interno del chiostro, nel periodo estivo, si svolgono varie attività di interesse culturale. Presso il polo monumentale è attestata la "Confraternita di Maria Santissima del Carmine".[6]
- Chiesa Madre (XVII secolo);[6]
- Chiesa dell'Immacolata Concezione (XVII secolo);
- Chiesa del Crocifisso (XVII secolo);[6]
- Chiesa di San Giovanni Battista (XVII secolo);[6]
- Chiesa del Convento dei Frati Minori Osservanti Riformati (XVII secolo);
- Santuario della Madonna della Rocca (XVII secolo).[6]

### Architetture civili
- Palazzo Genuardi-Inglese (XVI secolo)[6]
- Palazzo Guggino (XVII-XVIII secolo)
- Palazzo Cordova[6]
- Palazzo Genuardi[6]
- Palazzo Inglese-Spoto
- Palazzo Coniglio
- Ex-stazione di Alessandria della Rocca, ristrutturata nel 2016[11]

### Siti archeologici
Necropoli di Gruttiddri
Situata in contrada Chinesi, la piccola necropoli presenta tombe del tipo a "forno" o a "grotticelle" scavate ai fianchi di una montagna, chiamata montagna "di li gruttiddri". Le numerose camerette sepolcrali sono di forma circolare, perlopiù con volta tondeggiante. L'assenza di elementi figurati all'interno di esse non permette di stabilire l'epoca. Il materiale rinvenuto all'interno delle grotte (ceramica grossolana impressa) rende l'immagine di una società agricolo-pastorale con insediamenti fissi dal II millennio a.C. Secondo Cesare Sermenghi la necropoli era in origine sicana. Nei dintorni della necropoli sono stati rinvenuti frammenti di anfore e utensileria varia, riferibili a varie epoche (tardo-romanica e paleo-cristiana). Ritrovamenti molto comuni sono tegole caratterizzate da un impasto che va dal giallo, al rossastro, al grigio, sparsi tra gli alberi, a valle della necropoli Gruttiddri. Le tegole sono i resti di piccole abitazioni pastorali che insieme ai numerosi cocci di vasellame grezzo, sono segno di una probabile produzione locale, rapportabile ai sec. XI, XII e XIII. Pezzi di grande valore storico e artistico sono le lucerne romane e frammenti di esse, e le statuette fittili, raffiguranti divinità femminili, testimonianza di una probabile esistenza di spazi religiosi nel settore dell'abitato.

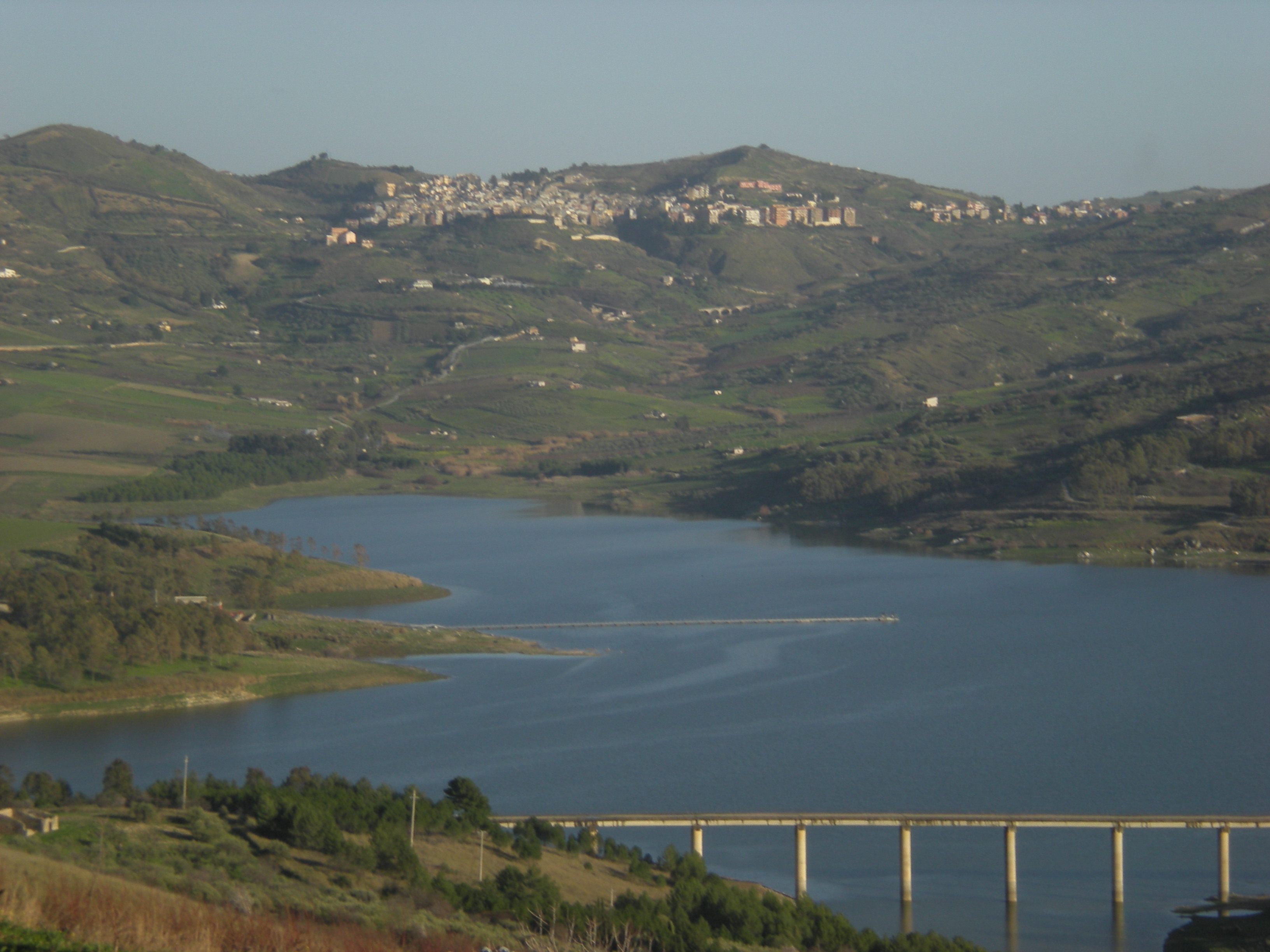
Diga Castello

Necropoli sicana Lurdichedda
Vestigia di insediamenti, che vanno dalla preistoria ai vari periodi della storia antica e medievale, sono state rinvenute anche in un altro luogo, poco distante dalla necropoli Gruttiddri e precisamente in contrada Lurdicheddra, dove è stata scoperta un'altra necropoli, più piccola di quella in zona Gruttiddri, ma dalle stesse caratteristiche, ovvero tombe, a forma di grotta, di dimensioni analoghe alle tombe della necropoli Gruttiddri. Nel sito e nella zona circostante sono stati rinvenuti cocci di vasellame, qualcuno di grosse dimensioni, di produzione indigena dei sec. VII e VI a.C.
Cozzo Turco
Alcuni reperti rinvenuti confermano che vi sorgeva un insediamento già nel periodo romano, che fu abitato dal I secolo a.C. al VI secolo. Nella stessa zona è inoltre presente una tomba a Tholos risalente all'VIII secolo a.C..
Un'indagine effettuata da un team dell'istituto archeologico dell'Università Georg-August di Gottinga nel biennio 2009-2010 ha messo in luce circa 200 siti archeologici nei territori di Alessandria della Rocca e di alcuni comuni limitrofi.

## Società

### Evoluzione demografica
Abitanti censiti

### Etnie e minoranze straniere
Gli stranieri residenti ad Alessandria della Rocca al 1° gennaio 2024 sono 41 e rappresentano l'1,7% della popolazione residente.
La comunità straniera più numerosa è quella proveniente dalla Romania con il 82,9% di tutti gli stranieri presenti sul territorio.

## Cultura

### Istruzione

#### Biblioteche
Biblioteca comunale, sita in piazza Marconi.

### Eventi
- Festa della Madonna della Rocca - ultima domenica di agosto (dal venerdì precedente al martedì successivo)
- Festa di San Giuseppe - 19 marzo
- Festival Musica Mediterranea (ultima settimana di agosto).
- Festa in onore di San Giovanni Battista (24 giugno)

## Geografia antropica

### Frazioni
Al 15º censimento generale della popolazione e delle abitazioni dell'ISTAT (2011), il territorio di Alessandria della Rocca risulta così suddiviso:
| Nome                    | Tipologia                           | Abitanti | Altitudine | Coordinate                  |
| ----------------------- | ----------------------------------- | -------- | ---------- | --------------------------- |
| Alessandria della Rocca | centro abitato / capoluogo comunale | 2 979    | 533        | 37°34′10.56″N 13°27′12.47″E |
| Madonna della Rocca     | nucleo abitato                      | 4        | 523        | 37°33′25.75″N 13°27′24.4″E  |
| -                       | Case sparse                         | 135      | -          | -                           |
| totale                  | 1 centro abitato + 1 nucleo abitato | 3 118    | 60/700     |                             |

## Economia
Il territorio del comune è compreso nella zona di produzione del Pistacchio di Raffadali D.O.P.

## Amministrazione
Di seguito è presentata una tabella relativa alle amministrazioni che si sono succedute in questo comune.
| Periodo         | Periodo          | Primo cittadino      | Partito                         | Carica              | Note   |
| --------------- | ---------------- | -------------------- | ------------------------------- | ------------------- | ------ |
| 01/1980         | 06/1981          | Ciro Andrea Messina  |                                 | Sindaco             | [ 21 ] |
| 06/1981         | 06/1983          | Alfonso Leto         |                                 | Sindaco             | [ 21 ] |
| 06/1983         | 06/1985          | Ciro Andrea Messina  |                                 | Sindaco             | [ 21 ] |
| 06/1985         | 11/1985          | Giuseppe Gandolfo    |                                 | Sindaco             | [ 21 ] |
| 01/1985         | 01/1987          | Giuseppe Di Girgenti |                                 | Sindaco             | [ 21 ] |
| 01/1987         | 06/1988          | Ciro Andrea Messina  |                                 | Sindaco             | [ 21 ] |
| 2 giugno 1988   | 24 maggio 1990   | Giuseppe Gandolfo    | Partito Socialista Italiano     | Sindaco             | [ 22 ] |
| 24 maggio 1990  | 5 giugno 1993    | Giuseppe Gandolfo    | Partito Socialista Italiano     | Sindaco             | [ 22 ] |
| 21 luglio 1993  | 10 febbraio 1994 | Salvatore Mangione   | Democrazia Cristiana            | Sindaco             | [ 22 ] |
| 1º luglio 1994  | 30 agosto 1995   | Filippo Arcuri       | ind.sin.                        | Sindaco             | [ 22 ] |
| 4 dicembre 1995 | 25 maggio 1998   | Salvatore Mangione   | centro-destra                   | Sindaco             | [ 22 ] |
| 25 maggio 1998  | 27 maggio 2003   | Salvatore Mangione   | Polo per le Libertà             | Sindaco             | [ 22 ] |
| 18 giugno 2002  | 27 maggio 2003   | Calogero Gambino     |                                 | Comm. straordinario | [ 22 ] |
| 27 maggio 2003  | 17 giugno 2008   | Giuseppe Vaccaro     | centro-sinistra                 | Sindaco             | [ 22 ] |
| 17 giugno 2008  | 11 giugno 2013   | Giulio Luigi Mulè    | lista civica                    | Sindaco             | [ 22 ] |
| 11 giugno 2013  | 29 aprile 2019   | Alfonso Frisco       |                                 | Sindaco             | [ 22 ] |
| 29 aprile 2019  | 9 giugno 2024    | Giovanna Bubello     |                                 | Sindaco             | [ 22 ] |
| 9 giugno 2024   | in carica        | Salvatore Mangione   | lista civica Alessandria futura | Sindaco             | [ 22 ] |

### Gemellaggi
- Drap, dal 2015

### Altre informazioni amministrative
Il comune di Alessandria della Rocca fa parte delle seguenti organizzazioni sovracomunali:
- regione agraria n.3 (Colline del Platani);[23]
- unione di comuni "Platani - Quisquina - Magazzolo".

## Sport
Ad agosto si svolge una gara di go kart la Crono gara Go Kart "Città di Alessandria".